# Ortley (Oregon)
Ortley az Amerikai Egyesült Államok északnyugati részén, Oregon állam Wasco megyéjében, Rowena és Mosier között elhelyezkedő kísértetváros.
A Hood River Orchard & Land Company által 1911-ben alapított település nevét az Ortley almafajtáról kapta. Hamarosan már 300-an éltek itt.

## Fordítás
- Ez a szócikk részben vagy egészben  az   Ortley, Oregon című angol Wikipédia-szócikk ezen változatának fordításán alapul.  Az eredeti cikk szerkesztőit annak laptörténete sorolja fel. Ez a jelzés csupán a megfogalmazás eredetét és a szerzői jogokat jelzi, nem szolgál a cikkben szereplő információk forrásmegjelöléseként.